# Grimskaft

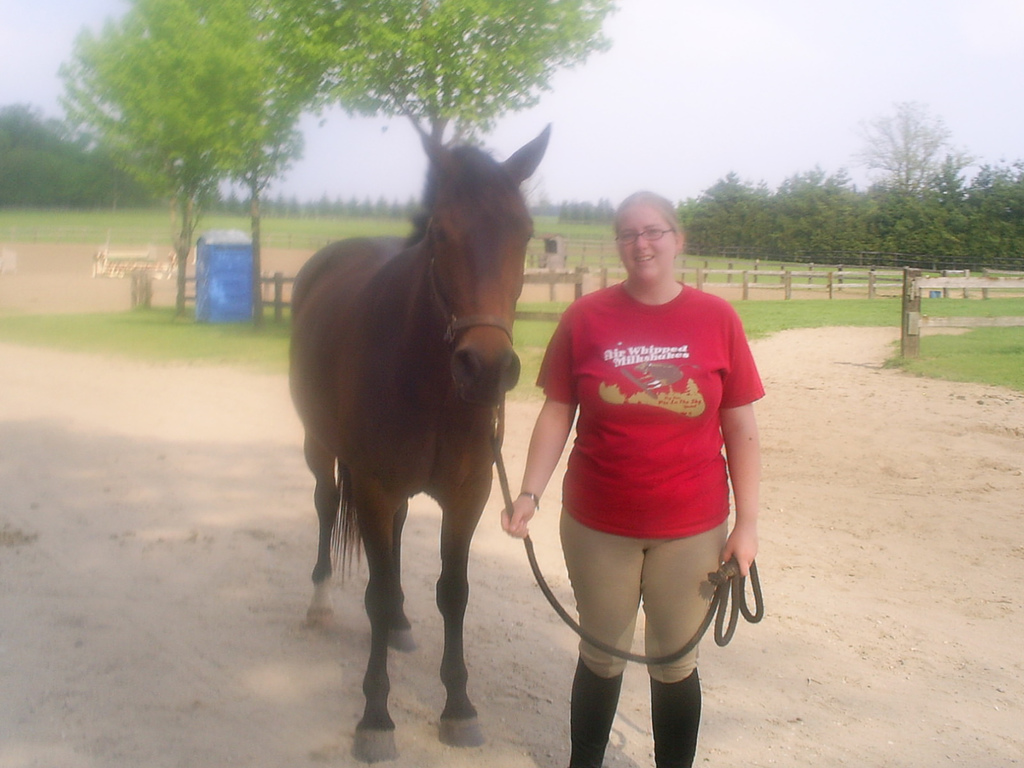
Häst som leds i grimskaft.

Grimskaft är en järnkedja, läderrem eller ett rep som används för att leda eller tillfälligt binda upp hästar eller andra djur med grimma. Repet kan tillverkas av exempelvis bomull eller syntetmaterial. Grimskaftet fästs i grimman med en karbinhake, pistolhake eller ett snabbschackel som lätt går att lösa ut.
Ett grimskaft ska aldrig lindas runt handen, då detta kan leda till allvarliga skador på hand och arm om djuret rusar iväg.